# 1RXS
1RXS è un acronimo utilizzato per First ROSAT X-ray Survey. È un catalogo astronomico che comprende 18811 sorgenti a raggi X individuate dal satellite ROSAT, attivo in orbita tra il 1990 e il 1999 e che ha ispezionato il 92% del cielo nel campo dell'astronomia a raggi X.
L'analisi visiva delle sorgenti ha validato automaticamente il 94% delle sorgenti controllate, che comprendevano diverse vecchie stelle di neutroni, mentre le altre sono contrassegnate per diversi motivi.

## Vedi anche
- ROSAT
- 1ES 1927+654